# صفورا

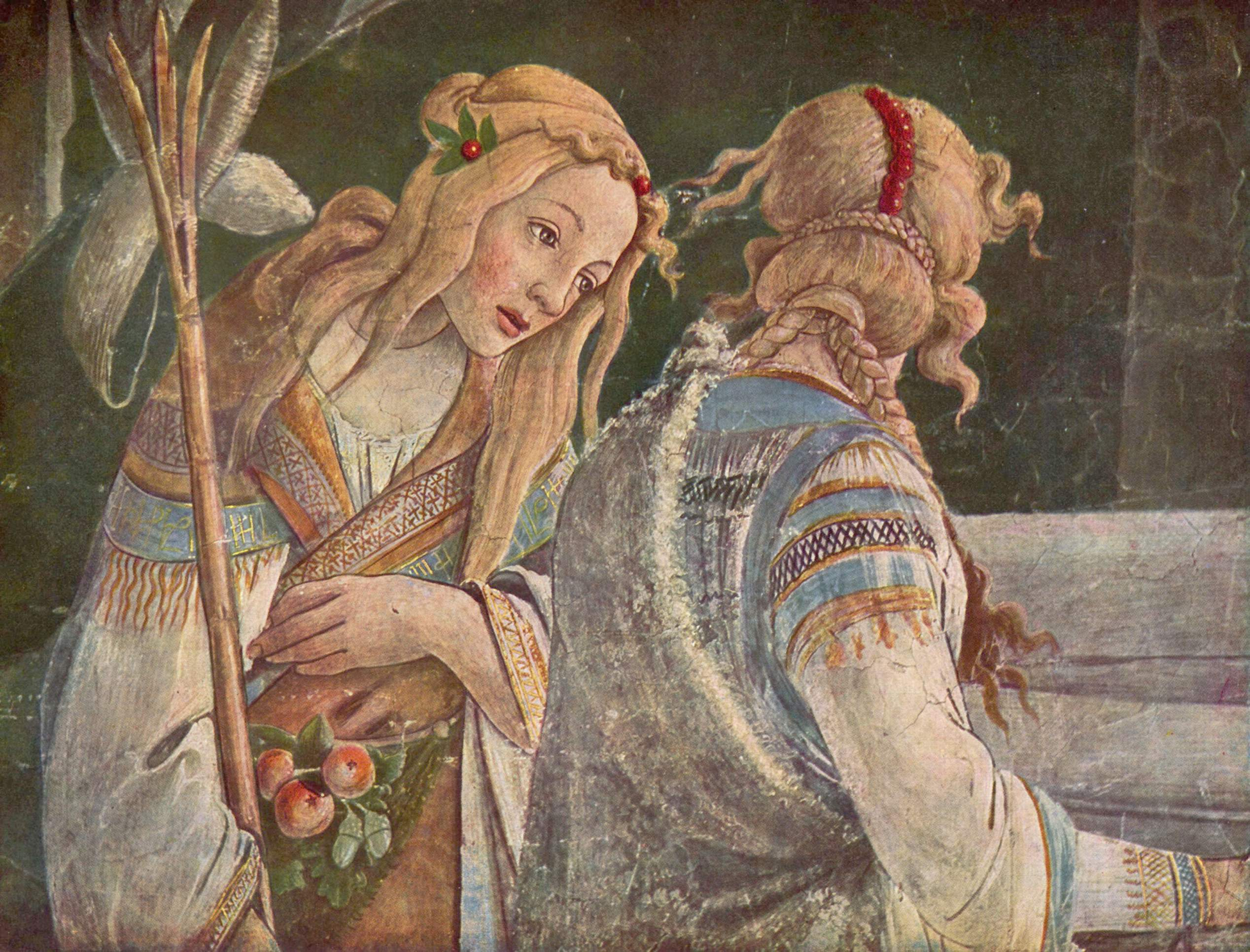
صفورا اثر ساندرو بوتیچلی

صفورا (به عبری:צִפּוֹרָה (زیپوره) به معنی گنجشک ماده، به انگلیسی: Zipporah) که نام او را صپوراه، صفوره و زفرع نیز گفته‌اند، بنا به روایت تورات، دختر حباب یا رعوئیل(Jethro) کاهن مدین است. با استناد به تورات، صفورا و پدرش از قبیلهٔ قینی بوده‌اند. صفورا به پدرش پیشنهاد کرد که موسی را برای خدمت شبانی بگیرند و حوباب دخترش صفورا را به موسی پسر عمران تزویج کرد. (خروج ۱۶:۲) صفورا برای موسی دو پسر به نام‌های گرشوم و الیصر زایید. (خروج ۴:۱۸) تنها واقعه‌ای که در زندگی او ثبت شده‌است در رابطه با ختنه گرشوم می‌باشد(خروج ۲۶:۴)
در قرآن، نام صفورا ذکر نشده‌است، بنا به روایت قرآن موسی با دختر شعیب پیغمبر مدین ازدواج کرده‌است. بر اساس قرآن، موسی گوسفندان دختران شعیب را آب داد و سپس به سایه‌ای پیش رفت تا در آن جا بیاساید. آن گاه به دعوت شعیب، به خانهٔ او رفت و داستان زندگی خود را برای شعیب حکایت کرد. دختر شعیب، از پدر خواست که موسی را به خدمت بگیرد. موسی هشت سال و به روایتی ده سال برای شعیب چوپانی کرد. شعیب دخترش را برای همسری به موسی پیشنهاد کرد و موسی پذیرفت. دختر شعیب، در نزد مسلمانان نیز زنی صالح و با عفت است.